# خلاقیت محاسباتی
خلاقیت محاسباتی (Computational creativity) (به عنوان خلاقیت هنری، خلاقیت مکانیکی و محاسبات خلاق نیز شناخته می‌شود) تلاش چند رشته‌ای است که در تقاطع زمینه‌های هوش مصنوعی، روانشناسی شناختی، فلسفه و هنر قرار دارد.

## اهداف
هدف خلاقیت محاسباتی، مدل‌سازی، شبیه‌سازی یا تکرار خلاقیت با استفاده از یک رایانه برای دستیابی به یکی از چندین هدف زیر به کار می‌رود:
- برای ساخت یک برنامه با کامپیوتر که قادر به ایجاد خلاقیت در سطح هوش انسان است.
- برای درک هرچه بهتر خلاقیت و نوآوری و فرمول یک دیدگاه الگوریتمی در رفتار خلاقانه انسان.
- برای طراحی برنامه‌هایی که می‌توانند خلاقیت انسانی را ارتقا دهند.

زمینه خلاقیت محاسباتی به بررسی مسائل نظری و علمی در مطالعه خلاقیت مربوط است. کار نظری در مورد طبیعت و تعریف مناسب خلاقیت به موازات کار علمی در اجرای سیستمهایی که خلاقیت را نشان می‌دهد، انجام می‌دهد.

## مسائل نظری
با توجه به میزان فعالیت در این زمینه (به عنوان مثال، نشریات، کنفرانسها و کارگاه‌های آموزشی)، خلاقیت محاسباتی یک منطقه رو به رشد تحقیق محسوب می‌شود.
این‌ها مشکلاتی هستند که به‌طور کلی مطالعه خلاقیت را پیچیده می‌کنند:
- آیا خلاقیت می‌تواند سخت و دشوار باشد؟ سیستم‌های موجود که خلاقیت به آن‌ها وابسته است، خلاقیت متعلق به سیستم یابرنامه‌نویس (طراح سیستم) است،
- چگونه خلاقیت محاسباتی را ارزیابی کنیم؟چه چیزی به عنوان خلاقیت در یک سیستم محاسباتی به حساب می‌آید؟[۳] آیا سیستم‌های تولید زبان طبیعی خلاق هستند؟ چه چیزی پژوهش را در خلاقیت محاسباتی از تحقیقات در مصنوعی به‌طور کلی متمایز می‌کند؟
- اگر خلاقیت برجسته در مورد حکومت‌داری یا تخفیف کنوانسیون باشد، چگونه می‌توان یک سیستم الگوریتمی خلاقانه ایجاد کرد؟

در واقع تمامی نظریه پردازان کامپیوتری با این فرض که کامپیوترها تنها می‌توانند کارهایی را که برنامه‌ریزی شده‌اند انجام دهند، موافق نیستند، نقطه عطفی در خدمت خلاقیت محاسباتی است.

## تعریف خلاقیت در شرایط محاسباتی
محققان بنای یک دیدگاه چندجانبه ای از خلاقیت توسعه را ارائه دادند، که از موارد زیر استفاده می‌کند. چهار معیار برای دسته‌بندی پاسخ یا راه حل به عنوان خلاق:
1. برای فرد و جامعه پاسخ، مفید و جدید باشد.
2. ایده‌هایی که قبلاً پذیرفته شده را رد کنیم.
3. حاصل از انگیزه و استمرار شدید باشد.
4. توضیح مشکل که در ابتدا مبهم بوده‌است.

### شبکه عصبی مصنوعی
قبل از سال ۱۹۸۹، شبکه‌های عصبی مصنوعی برای مدل‌سازی برخی از جنبه‌های خلاقیت استفاده شده‌است. پیتر تاد(۱۹۸۹)برای اولین بار یک شبکه عصبی برای تولید ملودی‌های موسیقی از روی یک مجموعه آموزشی قطعات موسیقی آموزش داد. سپس برای اصلاح پارامترهای ورودی از یک الگوریتم تغییر استفاده کرد. این شبکه به‌طور تصادفی موسیقی جدیدی را با شیوه ای غیرمستقیم تولید کرد. در سال۱۹۹۲، تاد در گسترش این کار، با استفاده از دو شبکه عصبی که یکی از آن‌ها David Rumelhartو Michael I.Jordan ,Widrow hsj.
اخیراً یک مدانورو دینامیکی شبکه‌های معنایی برای مطالعه نحوه ساخت و اتصال این شبکه‌ها به ساختارهای معنایی یا ایده‌هایی که می‌توانند تولید کنند، ایجاد شده‌است.

#### خلاقیت در حل مسئله
اخیراً با استفاده از یک مدل محاسباتی مبتنی بر EII خلاقیت در اجازه دادن به راه حل‌های غیرمعمول در حل مسئله مفید است. در روانشناسی و علوم شناختی، این منطقه تحقیقاتی به نام حل خلاقانه نامیده می‌شود. تئوری خلاقانه منفعلانه که به شبیه‌سازی انکوباسیون و بینش در حل مسئله کمک می‌کند، به اجرا درمی‌آمد. تأکید بر این پروژه خلاقیت محاسباتی بر روی عملکرد به تنهایی (همانندهوش مصنوعی)نیست، بلکه به توضیح فرایندهای روانشناختیCLARION که منجر به خلاقیت انسان و تولید مثل دادهها می‌شود، جمع‌آوری شده در آزمایش‌های روانشناختی است. تاکنون، این پروژه موفق به ارائه توضیحی برای اثرات انکوباسیون در آزمایش‌های حافظه ساده، بینش در حل مسئله و باز تولید اثر غلط در حل مسئله شده‌است.